# Odontochilus lanceolatus
Odontochilus lanceolatus är en orkidéart som först beskrevs av John Lindley, och fick sitt nu gällande namn av Carl Ludwig von Blume. Odontochilus lanceolatus ingår i släktet Odontochilus och familjen orkidéer. Inga underarter finns listade i Catalogue of Life.